# Bodo Schmidt (Fußballspieler, 1965)
Bodo Schmidt (* 9. Juli 1965) ist ein ehemaliger deutscher Fußballspieler. Er agierte als Abwehrspieler.
Schmidt spielte bis 1983 in der Jugend des FSC Lohfelden. In der Saison 1983/84 schloss er sich dann der Jugendabteilung des KSV Hessen Kassel an. Nachdem er von 1984 bis 1986 zunächst dem Kader der in der Oberliga Hessen antretenden Zweiten Mannschaft der Senioren angehörte, kam er in der Saison 1986/87 erstmals zum Einsatz bei der in der 2. Fußball-Bundesliga spielenden Ersten Elf. In dieser Zweitligarunde wurde er insgesamt 16-mal aufgestellt. Am Saisonende stand der Abstieg. Er blieb den Nordhessen jedoch bis zum Wiederaufstieg 1989 und darüber hinaus treu, so dass 29 weitere Zweitligapartien in seinem Einsatzprofil für die Saison 1989/90 zu verzeichnen sind. Auch nach dem erneuten Abstieg war er weiterhin in Kassel aktiv und stand zuletzt in der 1994/95 im Kader. 174 Ligaspiele, drei Ligatore und sechs DFB-Pokaleinsätze für den KSV stehen für Schmidt insgesamt zu Buche.